# Cratyna obtusicauda
Cratyna obtusicauda är en tvåvingeart som först beskrevs av Gabriel Strobl 1900.  Cratyna obtusicauda ingår i släktet Cratyna och familjen sorgmyggor.
Artens utbredningsområde är Spanien. Inga underarter finns listade i Catalogue of Life.